# ارجن الغریبه
ارجن الغریبه یک منطقهٔ مسکونی در اردن است که در استان عمان واقع شده‌است.